# Odd Radio Circle

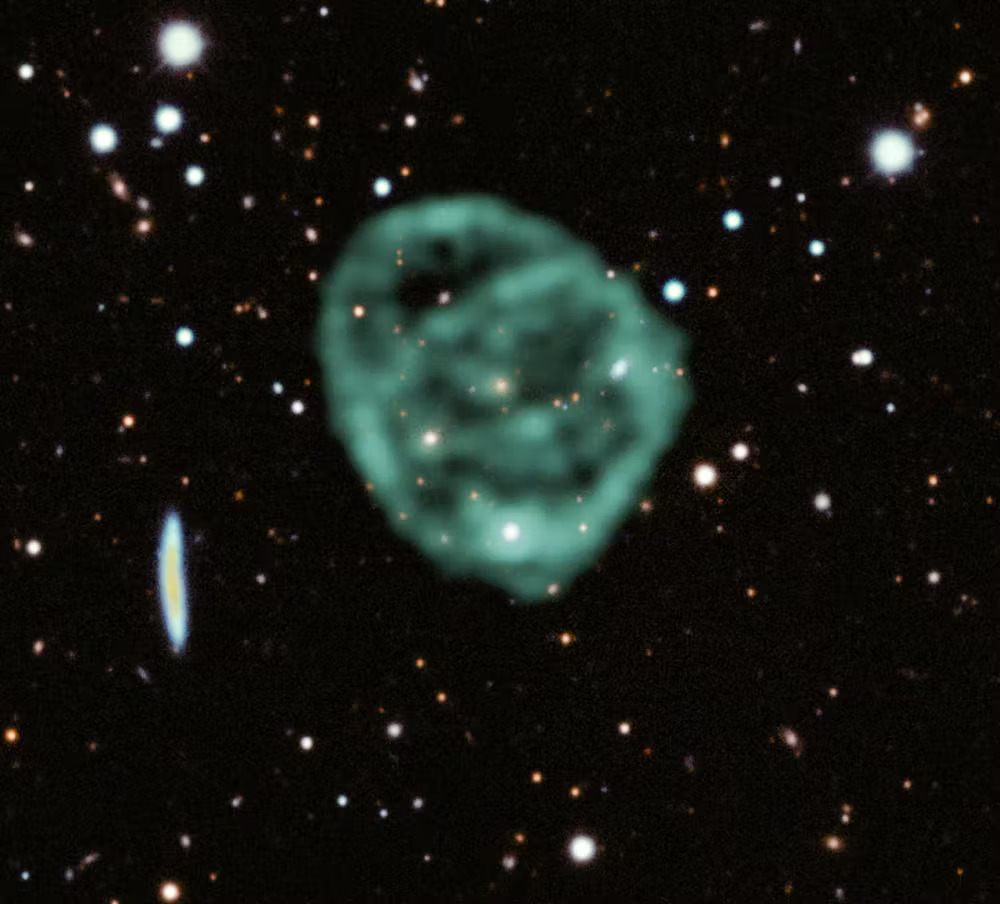
Image de l'ORC J2103-6200 prise par le télescope MeerKAT superposée à une image optique du Dark Energy Survey (2022),.

Un Odd Radio Circle (ORC, en français : cercle radio étrange) est un type étrange d'objet astronomique circulaire qui, aux longueurs d'onde radio, est caractérisé par une luminosité plus grande en périphérie qu'à l'intérieur.

## Découvertes
Au 27 avril 2021, cinq de ces objets (et peut-être six autres) ont été observés,,,,,,. Les ORC observés sont brillants aux longueurs d'onde radio, mais ne sont pas détectables dans le spectre visible, à l'infrarouge ou aux rayons X. Trois des ORC contiennent des galaxies optiques en leurs centres, suggérant que les galaxies auraient pu former ces objets,.

## Description

Vue d'artiste d'un ORC explosant depuis une galaxie centrale. Les ORC peuvent s'étendre au-delà d'autres galaxies,.

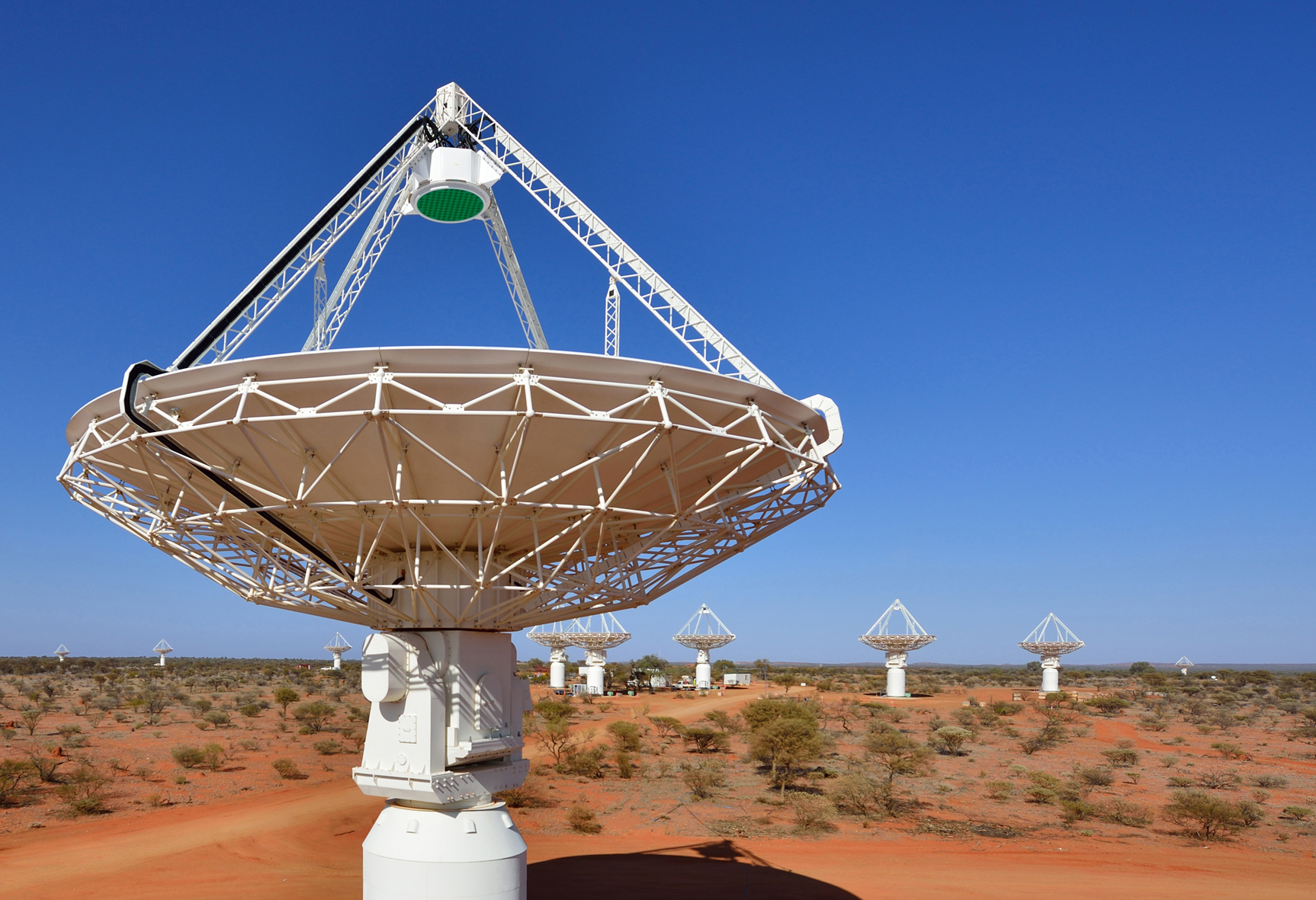
Réseau de radiotélescopes de l'Australian Square Kilometre Array Pathfinder (ASKAP).

Les ORC ont été détectés fin 2019 après que l'astronome Anna Kapinska a réalisé une étude pilote sur la carte évolutive de l'univers (Evolutionary Map of the Universe (en), EMU), générée par les données acquises par le réseau de radiotélescopes de l'Australian Square Kilometre Array Pathfinder (ASKAP). Tous les ORC ont un diamètre d'environ 1 minute d'arc, et sont à une certaine distance du plan galactique, à des latitudes galactiques élevées. La possibilité d'une onde de choc sphérique, associée à des sursauts radio rapides, des sursauts gamma ou des fusions d'étoiles à neutrons, a été envisagée, mais, selon les chercheurs, si un tel événement était lié, il aurait dû avoir lieu dans un passé lointain en raison de la grande taille apparente des ORC. De plus, selon les astronomes, « les caractéristiques circulaires sont bien connues dans les images radioastronomiques, et représentent généralement un objet sphérique tel qu'un rémanent de supernova ou une nébuleuse planétaire, une enveloppe circumstellaire, ou un disque vu de face tel qu'un disque protoplanétaire, ou une galaxie en formation, … Les ORC peuvent également résulter d'artefact d'imagerie autour de sources lumineuses causées par des erreurs optiques d'étalonnage ou une déconvolution inadéquate. Cette classe de phénomènes circulaires caractéristiques dans les images radio ne semble correspondre à aucun de ces types connus d'objets ou d'artefacts, mais semble plutôt être une nouvelle catégorie d'objet astronomique ».